# Eutymiusz (Leżawa)
Eutymiusz, imię świeckie Teimuraz Leżawa (ur. 22 stycznia 1953 w Tbilisi) – gruziński duchowny prawosławny, od 2003 biskup Gurdżani i Weliscichi.

## Życiorys
3 lutego 1993 otrzymał święcenia diakonatu, a 24 listopada tegoż roku – prezbiteratu. 24 sierpnia 2003 otrzymał chirotonię biskupią. 14 listopada 2011 uzyskał godność arcybiskupa.